# Red Beetle
Red Beetle è un personaggio immaginario dell'Universo DC, un membro della squadra supereroica Justice Society of America. Red Beetle comparve per la prima volta in Justice Society of America n. 48 (aprile 2011), e fu creata da Marc Guggenheim e Scott Kolins.

## Storia
Si sa molto poco di Red Beetle ad eccezione che questa nuova eroina sembra seguire i passi del grande Blue Beetle II - Ted Kord. Comparve per la prima volta in Monument Point per combattere insieme alla Justice Society of America contro il super criminale Dottor Caos. Dopo la battaglia, Red Beetle si unì alla JSA.

## Poteri e abilità
Red Beetle sembra essere una normale essere umana, che modella però il suo nome in codice, il costume e il suo modus operandi su quello di Blue Beetle.